# Кшемень-Перший
Кшемень-Перший (пол. Krzemień Pierwszy) — село в Польщі, у гміні Дзволя Янівського повіту Люблінського воєводства.
Населення — 770 осіб (2011).
У 1975-1998 роках село належало до Тарнобжезького воєводства.

## Демографія
Демографічна структура станом на 31 березня 2011 року:
|          | Загалом | Допрацездатний вік | Працездатний вік | Постпрацездатний вік |
| -------- | ------- | ------------------ | ---------------- | -------------------- |
| Чоловіки | 390     | 74                 | 266              | 50                   |
| Жінки    | 380     | 76                 | 201              | 103                  |
| Разом    | 770     | 150                | 467              | 153                  |